# 木島るみ
木島 るみ（きじま るみ、1990年4月29日 - ）は、日本の元AV女優。
身長:150cm。スリーサイズ:B75・W55・H80cm。趣味・特技：バレーボール、カラオケ。

## 略歴・人物
2011年にデビューしたロリ系のAV女優。所属事務所はドルチェプロモーション。
現在は引退している。

## 出演作品

### イメージDVD
- いけない ぺたんこ娘 まぞっ娘ララちゃん（2011年1月28日、オルスッタクピクチャーズ）※「ララ」名義

### アダルトDVD
2011年
- 美少女肉壷扱い（7月27日、ラマ）
- 生中痴漢 2（8月20日、ナチュラルハイ）他出演:葵まりあ、雨宮琴音、鈴木さとみ、杉菜つくし
- 微乳&華奢な体のSEX奴隷・るみ いたいけな娘がスゴイえっちを見せてくれすんです!（8月25日、オーロラプロジェクト・アネックス）
- JK援交 VOL.34 ガチ中出し（8月25日、サムシング）
- 女子校生のW顔面圧迫（8月25日、ラハイナ食堂）他出演:神崎そら、村瀬優花、星野あいり、早坂愛梨、初芽里奈、夢咲もえ、小滝みい菜
- 銭湯のロリコン店主が経営難で始めた子ども同伴&交換ぬるべちょ撮影会 〜10・20 秋の夜長は親子丼より嫉妬に萌える他人丼でしょ?おと〜さん大会〜（10月20日、ナチュラルハイ）共演:加藤なつみ、平子知歌、小林麻里
- 妹と妹の友達にイジメられちゃった兄（10月20日、V&Rプロダクツ）共演:つくし
- ケモノたちの宴 囚われたセレブ妻 責められて凌辱されて…、もう、もとのワタシには、モドレナイ…。（10月25日、オーロラプロジェクト・アネックス）
- 小○生貧乳ぺちゃぱいっ子大集合!!  ぬるぬるローションでイカせまくり（10月25日、JUMP）他出演:田辺莉子 ほか
- テラちんぽ（11月7日、みるきぃぷりん♪）
- 橋田貴光のAV女優ガチ撮り個人撮影 11 悪用禁止!!言葉でイキまくる究極洗脳SEX『野外トランス淫狂失禁マゾ少女』（11月28日、メディア総販ソレイユ）
- ワケあり人妻 性奉仕奴隷（12月13日、オーロラプロジェクト・アネックス）共演:宮村恋 ※「留美」名義
- 貧乳ぺちゃぱいAカップ小○生 2（12月19日、キチックス）他出演:美咲結衣 ほか
- ねぇ先生? こんな小さなおっぱいじゃダメですか…（12月23日、I.B.WORKS）

2012年
- 放心失禁と絶叫昇天性交（1月19日、乱丸）
- ウソのバイトで集めた小●生10人 目指せ合格! 思いっきりイクイクオナニー!?（1月25日、JUMP）他出演:美咲結衣、宮崎由麻、平原心、千歳ゆきの、飯田せいこ、玉川ルル、河愛杏里 ほか
- 闇流出映像 少女24時間レイプ 囚われの慰安奴隷生活（1月25日、JUMP）他出演:平原心、坂田もも
- 世界一と世界二のチ●ポに薬漬けされて白目むくまでガン突きFUCK!!!（2月5日、NON）
- 熊●県某小●校流出画像 恥辱にまみれた小○生 少女集団いじめ（2月10日、First Star）
- 監禁幼獄小○生 暴行黒人レイプ（2月24日、First Star）
- 24人の女子校生 スカート尻コキ（3月1日、Fetishist）他出演:長谷川しずく、加藤なつみ、北原えれな、結月小春、つぼみ、有村千佳、藤原ひとみ、橘ひなた、花野マリア、栗林里莉、みずなれい、宮崎りか、希咲あや、友田彩也香、椎名ひかる、青空小夏、西野花梨、南ちえり、優木ひかる、北原瞳、桐島あんな、千歳ゆきの
- 貧乳女は輪姦される生き物。 ゆい 148cm（3月1日、ミニマム）
- 欲求不満な若妻は息子の友達のチ●ポに欲情する（3月5日、NON）他出演:星川なつ、airu、瀬戸夏希、南梨央奈、橘実加
- 100%孕ませたい…、人気女優、るみ （3月5日、NON）
- 女子校生15人オマ○コ指入れ ぴちゃぴちゃ自画撮りオナニー vol.6（3月20日、プリモ）他出演:栗栖リア、永瀬マリン、平原心、石田さち、石川流花、東尾真子、小倉もも、南りいさ、辺見麻衣、藤井このみ、一ノ瀬つばさ、芹沢つむぎ ほか
- 串刺しされた雌豚ファイル VOL.24 世界一のチ●ポの串刺し調教（4月6日、AFRO FILM）
- イキ地獄（4月20日、NON）
- 薄壁の向こうで姉が我慢できずに漏らす喘ぎ声を聞いて発情しだす妹 3（4月21日、ナチュラルハイ）他出演:葵なつ、平原心 ほか
- 健全マッサージ店でフル勃起→土下座→泣き落とし→H行為GETなるか!?（4月25日、レッド）
- 密かに妹にスケベ心を抱いてるシスコンの僕がデリヘルを呼んだら… 甘えんぼでお兄ちゃんっ子だったはずのモノホンのアイツが来てたっぷりコッチが甘えさせられちゃいました。（5月4日、NON）他出演:秋月めい、大島あいる、原望美、稲川なつめ、宇佐美なな
- 放課後淫行 帰宅途中のウブな女子生徒を空き家に連れ込んで…（5月10日、ブリット）他出演:河愛杏里、芹沢つむぎ、椎名萌愛、相澤流香、桜いちか
- 外見が地味なラブホテル清掃員は実は客室を清掃しながら悶々と妄想を膨らませていたエロ女だった（6月15日、ワンズファクトリー）